# Тюменцево
Тюме́нцево (рос. Тюменцево) — село, центр Тюменцевського району Алтайського краю, Росія. Адміністративний центр та єдиний населений пункт Тюменцевської сільської ради.

## Населення
Населення — 5576 осіб (2010; 5805 у 2002).
Національний склад (станом на 2002 рік):
- росіяни — 90 %